# Guide de la Révolution
Pour les articles homonymes, voir Guide de la révolution (homonymie) et Guide suprême.
Le Guide de la Révolution (en persan : رهبر جمهوری اسلامی ایران, Rahbar-e enqelāb), officiellement le Guide suprême de la Révolution islamique, appelé également Guide suprême de la République islamique, parfois abrégé Guide suprême, est le chef de l'État de l'Iran en tant que plus haut responsable politique et religieux de la République islamique (devant le président de la République qui assume le rôle de chef du gouvernement). Il est aussi appelé Gardien de la jurisprudence (Valiye faqih), une dénomination dérivée du concept de velāyat-e faqih qui consacre la prédominance du religieux sur la politique.
Il désigne entre autres les hauts responsables militaires et la présidence du judiciaire. Selon la constitution iranienne, le guide doit être un marja taqlid, juriste possédant la plus haute autorité religieuse dans le chiisme duodécimain. Il est élu par l'Assemblée des experts, eux-mêmes élus au suffrage universel direct.
Depuis la révolution islamique d'Iran, deux guides se sont succédé : Rouhollah Khomeini de 1979 jusqu'à 1989 puis Ali Khamenei depuis cette date.

## Histoire
Ce poste a été créé par la Constitution de 1979, et représente la plus haute autorité politique et religieuse du pays. L'expression « Guide suprême » (en persan : رهبر معظم, Rahbare moazzam) est utilisée en signe de respect mais ne figure pas dans la Constitution.
Il est désigné par l'Assemblée des experts pour une durée indéterminée, potentiellement à vie. Il est égal aux autres citoyens devant la loi. Il peut être l'objet d'une procédure de destitution par l'Assemblée des experts, si celle-ci estime qu'il n'est plus apte à remplir ses fonctions. Dans ce cas et en attendant la présentation d'un nouveau guide par l'Assemblée des experts, un conseil composé du président de la République, du chef du pouvoir judiciaire et d'un des jurisconsultes religieux du Conseil des gardiens, assume provisoirement toutes les attributions du Guide.
Il y eut un unique Guide adjoint dans l'histoire de la république islamique : Hossein Ali Montazeri, du 10 novembre 1985 au 13 mars 1989. Celui-ci participe activement à la Révolution iranienne de 1979, dont il est l'un des chefs de file religieux, puis à l'élaboration de la constitution iranienne de 1979 et à l'instauration du Velayat-e faqih. Il est surtout connu comme le seul successeur officiellement désigné de l'ayatollah Khomeini, mais à la suite de son opposition, en particulier pour avoir critiqué la répression politique et culturelle en 1988, il est démis de ses fonctions par une lettre de Khomeini, et supplanté en 1989 par l'ancien président Ali Khamenei, actuel Guide suprême de la révolution islamique.

## Guide de la jurisprudence islamique
« La constitution iranienne mélange des concepts à la fois démocratiques et théocratiques » s'exprimait Khomeini sur la question du velayat-e faqih. Il ne faut pas, selon lui, placer aux mains d'une personne incompétente ou ignorante la jurisprudence islamique afin de préserver l'authenticité du dogme. Seuls les juges peuvent prétendre être des dirigeants politiques légitimes devant Dieu, puisque personne ne maîtrise aussi bien la religion que les Oulémas ou les mollah (érudits du clergé islamique).
La doctrine du velayat-e faqih (« gouvernement du docte ») élaborée par l'ayatollah Khomeini confère aux religieux la primauté sur le pouvoir politique, ce qui contredit la tradition chiite selon laquelle le religieux devait se tenir à l'écart du politique dans l'attente du Mahdi, le douzième et dernier imam disparu à l'âge de 5 ans en 874, d'où ses surnoms d'« Imam caché » et de « Maître du temps ». Elle se retrouve dans la Constitution de l'Iran (article 5) : « Durant l'occultation du Maître du temps — que Dieu hâte sa réapparition — le pouvoir revient au juste et au pieux faqih ("docte religieux"), qui est courageux, plein de ressources et possède des aptitudes administratives ».

## Attributions
- Il détermine la direction politique du pays après consultation du Conseil de discernement de l'intérêt supérieur du régime.
- Il arbitre les conflits entre pouvoirs législatif, exécutif et judiciaire.
- Il supervise l'exécution des politiques du régime.
- Il peut décider du référendum, obligatoire pour toute révision constitutionnelle, facultatif pour toute législation importante - économique, politique ou culturelle.
- Il est également le chef des armées ; c'est à lui que revient la responsabilité de déclarer la guerre ou la paix.
- Il nomme, révoque ou accepte[7] :
  - le directeur de la Islamic Republic of Iran Broadcasting (Radio-télévision de la république islamique d'Iran),
  - les commandants des forces armées,
  - la chef du système judiciaire, lequel nomme à son tour le procureur général et le chef de la Cour suprême.
  - six juriste de douze membres du Conseil des gardiens de la Constitution, organe de contrôle législatif,
  - quarante-quatre membres du Conseil de discernement de l'intérêt supérieur du régime (Conseil de discernement), dont le président,
  - deux membres du Conseil suprême de sécurité nationale, dont le secrétaire général,
  - les commandants en chef du corps des gardiens de la révolution islamique,
  - de nombreuses fonctions au sein des institutions religieuses et éducatives.
- Il résout les problèmes entre les trois branches des forces armées.
- Il résout les problèmes qui ne peuvent pas l'être par les voies habituelles.
- Il signe les décrets formalisant l'élection du président de la république islamique d'Iran.
- Il peut démettre le président de la république islamique de ses fonctions, après que la Cour suprême a reconnu ce dernier responsable de violation de ses devoirs constitutionnels, ou après un vote du Parlement témoignant de son incapacité sur la base du principe 89 de la Constitution.
- Il peut pardonner ou réduire les peines des condamnés, dans le cadre de la loi islamique ou sur recommandation du chef du pouvoir judiciaire.

Le schéma suivant montre l'organisation des institutions de la république islamique d'Iran :

## Compétences du guide
Selon la constitution iranienne, les charges des croyants sont à la disposition d’un jurisconsulte religieux (faqih). Le jurisconsulte religieux doit être juste, vertueux, ancré dans son époque, courageux, gestionnaire et habile.
Le guide doit recevoir un savoir juridique pour mieux assimiler les jugements divins qu'il puisera dans les livres religieux comme le Coran. Aussi, d'après la constitution iranienne, il faut que le guide ait une situation convenable pour être à même de résoudre les problèmes politiques et sociaux.
Le guide a le pouvoir de suspendre la loi, quand bien même elle serait tirée de la charia, ce qui est « inconcevable dans le sunnisme » et a été perçu comme une hérésie par les chiites orthodoxes.

## Titulaires du poste
Ce tableau recense les Guides de la révolution depuis l'avènement de la république islamique d'Iran en 1979. Il y eut un unique Guide adjoint dans l'histoire de la république islamique : Hossein Ali Montazeri, du 10 novembre 1985 au 13 mars 1989.
| No | Portrait | Nom                            | Début du mandat | Fin du mandat |
| -- | -------- | ------------------------------ | --------------- | ------------- |
| 1  |          | Rouhollah Khomeini (1902-1989) | 3 décembre 1979 | 3 juin 1989   |
| 2  |          | Ali Khamenei (né en 1939)      | 4 juin 1989     | en cours      |

## Résidence
Le Guide de la révolution loge et travaille dans la Maison de la Direction, qui se situe dans le centre de Téhéran. Elle a été construite en juillet 1989, un mois après la mort de l’ayatollah Khomeini.